# Unleashed (альбом Skillet)
Unleashed (с англ. — «Спущенный с цепи») — девятый студийный альбом христианской рок-группы Skillet, который был выпущен 5 августа 2016 года.

## Об альбоме
16 февраля 2015 года в интервью журналу Billboard Джон Купер объявил, что группа пишет материал для нового альбома, запись которого должна начаться в июне. В этом же интервью Джон рассказал когда планируется выпуск нового релиза: «В июне исполняется ровно два года с момента выхода Rise, и я очень бы хотел, чтобы наш новый диск вышел в этом году. Поэтому мы все работаем над достижением этой цели, а если у нас не получится, мы выпустим альбом в начале следующего года». 20 мая 2016 года группа анонсировала названия своего грядущего альбома, Unleashed, и дату его выхода: 5 августа.
17 ноября 2017 года состоялся релиз специального издания альбома под названием Unleashed Beyond. В расширенное издание вошли 5 новых треков: «Breaking Free» совместно с Лейси Штурм, «Stay Til The Daylight», «Brave», «You Get Me High», «Set It Off», 2 ремикса и новая версия трека «Stars».

## Реакция критиков
Нил Ян, рецензент христианского сайта Jesus Freak Hideout, оценил альбом в 3,5 балла из 5 возможных. Он назвал трек «Out of Hell» лучшей композицией на диске, выразив мнение, что в ней Skillet впервые со времен выхода Collide сумели идеально связать христианскую тематику с драйвовым, агрессивным хард-роковым звучанием. Особой критике он подверг текст песни «Saviors of the World», а именно её припев: «We are the saviors of the world, аnd I will not be ruled. We are kings and conquerors, and I won’t bow to you». Нил пишет, что этот текст противоречит христианской теологии, по которой Иисус является единственным спасителем мира и считает, что слово «спасители» стоило заменить каким-нибудь другим. В заключении он выражает уверенность в том, что Unleashed полюбится новым фанатам группы, однако старых поклонников будет сложно им покорить.

## Список композиций
| №                   | Название               | Длительность |
| ------------------- | ---------------------- | ------------ |
| 1.                  | «Feel Invincible»      | 3:49         |
| 2.                  | «Back from the Dead»   | 3:33         |
| 3.                  | «Stars»                | 3:45         |
| 4.                  | «I Want to Live»       | 3:28         |
| 5.                  | «Undefeated»           | 3:35         |
| 6.                  | «Famous»               | 3:18         |
| 7.                  | «Lions»                | 3:24         |
| 8.                  | «Out of Hell»          | 3:34         |
| 9.                  | «Burn it Down»         | 3:16         |
| 10.                 | «Watching for Comets»  | 3:29         |
| 11.                 | «Saviors of the World» | 3:46         |
| 12.                 | «The Resistance»       | 3:52         |
| Общая длительность: | Общая длительность:    | 42:17        |

| №                   | Название                                  | Длительность |
| ------------------- | ----------------------------------------- | ------------ |
| 13.                 | «Breaking Free» (при участии Лейси Штурм) | 3:53         |
| 14.                 | «Stay Til the Daylight»                   | 3:45         |
| 15.                 | «Brave»                                   | 3:49         |
| 16.                 | «You Get Me High»                         | 3:17         |
| 17.                 | «Set It Off»                              | 3:49         |
| 18.                 | «Feel Invincible» (Y2K Remix)             | 3:42         |
| 19.                 | «The Resistance» (SOLI Remix)             | 3:52         |
| 20.                 | «Stars» (Film Version)                    | 4:06         |
| Общая длительность: | Общая длительность:                       | 28:13        |

## Участники записи
- Джон Купер (John Cooper) — вокал, бас-гитара, акустическая гитара
- Кори Купер (Korey Cooper) — клавишные, бэк-вокал, ритм-гитара
- Джен Леджер (Jen Ledger) — ударные, вокал
- Сет Моррисон (Seth Morrison) — соло-гитара
- Антуан Сильверман (Antoine Silverman) — скрипка
- Дейв Эггар (Dave Eggar) — виолончель

## Чарты
| Чарт                           | Наивысшая позиция |
| ------------------------------ | ----------------- |
| Billboard 200                  | 3                 |
| Billboard Top Rock Albums      | 2                 |
| Billboard Top Christian Albums | 1                 |
| Oricon                         | 106               |